# معادلة كلاين-غوردون

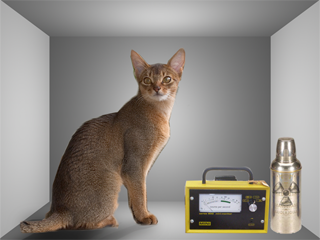

في ميكانيكا الكم، معادلة كلاين-غوردون (تسمى أيضا معادلة كلاين-غوردون-فوك) عبارة عن نسخة نسبية من معادلة شرودنجر.
وتشمل حلولها الحقول الكمومية القياسية وشبه القياسية، حيث تكون حقل الكميات التي هي جسيمات عديمة الغزل. ولكن لا يمكن أن تفسر بشكل مباشر بوصفها معادلة شرودنجر لحالة كمومية، لأنها معادلة من الدرجة الثانية بالنسبة للزمن وليس لها كثافة حتما منحفظة موجبة. ومع ذلك، باستخدام تفسير مناسب، فإنه يمكنها وصف السعة الكمومية لإيجاد الجسيم نقطي في مكان ما، أي دالته الموجية النسبية. إلا أن الجسيم يمكنه الانتشار على حد سواء إلى الأمام وإلى الخلف في الزمن. كل حل لمعادلة ديراك هو بالضرورة حل للمعادلة كلاين-غوردون، ولكن العكس ليس صحيحا.

## المعادلة
تكتب معادلة كلاين-غوردون كالآتي
{\displaystyle {\frac {1}{c^{2}}}{\frac {\partial ^{2}}{\partial t^{2}}}\psi -\nabla ^{2}\psi +{\frac {m^{2}c^{2}}{\hbar ^{2}}}\psi =0.}
وغالبا ما تختصر هكذا
{\displaystyle (\Box +\mu ^{2})\psi =0,}
حيث {\displaystyle \mu {=}{\frac {mc}{\hbar }}} والرمز {\displaystyle \Box } هو مؤثر دالمبير، وتعريفه
{\displaystyle \Box ={\frac {1}{c^{2}}}{\frac {\partial ^{2}}{\partial t^{2}}}-\nabla ^{2}.}
غالبا ما يتم كتابة المعادلة في نظام الوحدات الطبيعية:
{\displaystyle -\partial _{t}^{2}\psi +\nabla ^{2}\psi =m^{2}\psi }
يتم تحديد صيغة المعادلة عن طريق اشتراط أن الموجات السوية التي تكون حلولا للمعادلة:
{\displaystyle \psi =e^{-i\omega t+ik\cdot x}=e^{ik_{\mu }x^{\mu }}}
تحقق علاقة النسبية الخاصة بين الزخم والطاقة:
{\displaystyle -p_{\mu }p^{\mu }=E^{2}-P^{2}=\omega ^{2}-k^{2}=-k_{\mu }k^{\mu }=m^{2}}
خلافا لمعادلة شرودنجر، فإن معادلة كلاين-غوردون تملك قيمتين من {\displaystyle \omega } لكل {\displaystyle k}، أحدهما موجبة والأخرى سالبة. فقط عن طريق فصل من الأجزاء الموجبة والسالبة التردد يمكن لنا الحصول على معادلة تصف الدالة الموجية النسبية. في الحالة المستقلة عن الزمن، تصبح معادلة كلاين-غوردون
{\displaystyle \left[\nabla ^{2}-{\frac {m^{2}c^{2}}{\hbar ^{2}}}\right]\psi (\mathbf {r} )=0}
وهي متجانسة مع معادلة بواسون.

## تاريخ
سُميت المعادلة على اسم الفيزيائيين أوسكار كلاين ووالتر غوردون، اللذان اقترحا في عام 1926 هذه المعادلة لتصف الإلكترونات النسبية. قدم علماء آخرون ادعاءات مماثلة في نفس العام وهم فلاديمير فوك، يوهان كودار، تيوفيل دو دوندر وفرنس إتش. فان دن دونجن ولويس دي برولي. على الرغم من أنه اتضح أن وضع نوذج للدوران المغزلي للإلكترون يتطلب معادلة ديراك، تصف معادلة كلاين-غوردون بشكل صحيح الجسيمات المركبة النسبية عديمة الدوران المغزلي، مثل البيون. في 4 يوليو 2012، أعلنت المنظمة الأوروبية للبحوث النووية (سيرن) اكتشاف بوزون هيجز. بما أن بوزون هيجز هو جسيم دورانه المغزلي يساوي صفر، فهو أول جسيم أولي تصفه معادلة كلاين-غوردون نرصده ظاهريًا. يلزم إجراء المزيد من التجارب والتحليل لتمييز ما إذا كان بوزون هيجز الذي رُصد هو نفسه الموجود في النموذج القياسي أو صورة أكثر غرابة، وربما مركبة.
اعتُبرت معادلة كلاين-غوردون معادلة موجية كمومية لأول مرة بواسطة شرودنغر في بحثه عن معادلة تصف موجات دي برولي. عُثر على المعادلة مُدونة في دفاتر ملاحظاته منذ أواخر عام 1925، ويبدو أنه أعد مخطوطة لتطبيقها على ذرة الهيدروجين. ومع ذلك، لأنها لا تأخذ في الاعتبار الدوران المغزلي للإلكترون، تتنبأ المعادلة بالبنية الدقيقة لذرة الهيدروجين بشكل غير صحيح، يشمل ذلك المبالغة في تقدير الحجم الكلي لنمط التقسيم بعامل 4n2n − 1 لمستوى الطاقة رقم n. ومع ذلك، يمكن استرداد طيف معادلة ديراك النسبي بسهولة إذا استُبدل إجمالي عدد الزخم الزاوي الكمي j بالعدد الكمي للزخم المداري l. في يناير 1926، بدلًا من تقديم معادلته، قدم شرودنغر للنشر تقريبًا غير نسبي يتنبأ بمستويات طاقة ذرة الهيدروجين المذكورة في نموذج بور بدون بنية دقيقة.
في عام 1926، بعد وقت قصير من تقديم معادلة شرودنغر، كتب فلاديمير فوك مقالًا عن تعميمها على حالة المجالات المغناطيسية، حيث كانت القوى تعتمد على السرعة، واشتق هذه المعادلة بشكل مستقل. استخدم كل من كلاين وفوك طريقة كالوزا وكلين. حدد فوك أيضًا نظرية المقياس لمعادلة الموجة. معادلة كلاين-غوردون للجسيم الحر لها حل موجة مستوية بسيط.

## الاشتقاق
المعادلة غير النسبية التي تصف طاقة جسيم حر هي:
{\displaystyle {\frac {\mathbf {p} ^{2}}{2m}}=E.}
عبر تكميم ذلك، نحصل على معادلة شرودنغر غير الكمية للجسيم الحر:
{\displaystyle {\frac {\mathbf {\hat {p}} ^{2}}{2m}}\psi ={\hat {E}}\psi ,}
حيث
{\displaystyle \mathbf {\hat {p}} =-i\hbar \mathbf {\nabla } }
هو مؤثر الزخم (حيث ∇ هو مؤثر الزخم)، و
{\displaystyle {\hat {E}}=i\hbar {\frac {\partial }{\partial t}}}
هو مؤثر الطاقة
ما يعيب معادلة شرودنغر هو أنها ليست غير متباينة نسبيًا، ما يعني أنها ليست متسقة مع النسبية الخاصة.
من الطبيعي أن نحاول استخدام المتطابقة الذي يصف الطاقة من النسبية الخاصة:
{\displaystyle {\sqrt {\mathbf {p} ^{2}c^{2}+m^{2}c^{4}}}=E.}
ثم ندرج مؤثرات ميكانيكا الكم التي تعبر عن الزخم والطاقة فتظهر المعادلة
{\displaystyle {\sqrt {(-i\hbar \mathbf {\nabla } )^{2}c^{2}+m^{2}c^{4}}}\,\psi =i\hbar {\frac {\partial }{\partial t}}\psi .}
يمكن أن يكون الجذر التربيعي لمؤثر تفاضلي مُعرفًا بمساعدة تحويلات فورييه، لكن بسبب عدم تماثل مشتقة الزمان ومشتقة المكان، وجد ديراك أنه من المستحيل أن يتضمن المجالات الكهرومغناطيسية الخارجية بطريقة غير متباينة نسبيًا. لذلك بحث عن معادلة أخرى يمكن تعديلها كي تصف فعل القوى الكهرومغناطيسية. بالإضافة إلى ذلك، هذه المعادلة كما هي ليست مكانية.
بدلًا من ذلك، بدأ كلاين وغوردون بتربيع المتطابقة المذكورة بالأعلى، أي
{\displaystyle \mathbf {p} ^{2}c^{2}+m^{2}c^{4}=E^{2},}
والتي تعطي عند تكميمها:
{\displaystyle \left((-i\hbar \mathbf {\nabla } )^{2}c^{2}+m^{2}c^{4}\right)\psi =\left(i\hbar {\frac {\partial }{\partial t}}\right)^{2}\psi ,}
وعند تبسيط ذلك تصبح:
{\displaystyle -\hbar ^{2}c^{2}\mathbf {\nabla } ^{2}\psi +m^{2}c^{4}\psi =-\hbar ^{2}{\frac {\partial ^{2}}{\partial t^{2}}}\psi .}
وعند إعادة ترتيب الحدود تصبح:
{\displaystyle {\frac {1}{c^{2}}}{\frac {\partial ^{2}}{\partial t^{2}}}\psi -\mathbf {\nabla } ^{2}\psi +{\frac {m^{2}c^{2}}{\hbar ^{2}}}\psi =0.}
بما أنه قد أُزيلت كل الإشارات إلى الأعداد التخيلية من هذه المعادلة، أصبح من الممكن تطبيقها على المجالات ذات القيم الحقيقية، بالإضافة إلى تلك المجالات ذات القيم المركبة.